# Альмерсбах
А́льмерсбах (нем. Almersbach) — община в Германии, в земле Рейнланд-Пфальц. 
Входит в состав района Альтенкирхен-Вестервальд. Подчиняется управлению Альтенкирхен.  Население составляет 450 человек (на 31 декабря 2010 года). Занимает площадь 0,61 км².